# Eripol
Eripol es una localidad española del municipio de Bárcabo, perteneciente a la provincia de Huesca, en la comunidad autónoma de Aragón. Está ubicada en la comarca del Sobrarbe.

## Geografía
En 2010 su población era de 15 habitantes, 10 varones y 5 mujeres. El pueblo se sitúa a unos 921 m de altitud sobre el nivel del mar.

## Historia
A mediados del siglo XIX, el lugar tenía contabilizada una población de 84 habitantes. Aparece descrito en el séptimo volumen del Diccionario geográfico-estadístico-histórico de España y sus posesiones de Ultramar de Pascual Madoz de la siguiente manera:

ERIPOL: l. de la Baronía de este nombre, forma ayunt. con los l. de Almazorre y Hospitaled, residiendo el alc. un año en cada uno; en la prov. y dióc. de Huesca (10 leg.), part. jud. de Boltaña (3), aud. terr. y c. g., Zaragoza (22): sit. sobre un cabezo de 3/4 de cuesta muy pendiente y escarpada, rodeado de barrancos de difícil acceso, y al S. de la cab. del part.: le combaten todos los vientos, su clima es rigoroso en las dos estaciones y se padecen afecciones pulmonaíes. Tiene 14 casas de sólida construccion, la mayor parte de dos pisos y de manposteria, igl . parr. servida por un rector de provision del diocesano y con derecho á la provision de la regencia de Almazorre. Confina el térm. N. Arcusa; E. Castejon de Sobrarve y Olson; S. este último y Hospitaled, y O. Almazorre y Betorz. El terreno aunque escabroso, es bastante produclivo, poblado de robles, encinas, pinos, muchos bojes y toda clase de matorrales con algunos buenos viñedos, olivares, campos blancos, alternando indistintamente en las tierras cultivadas, los melocotoneros, ciruelas, perales, manzanos y otros que producen frutas de esquisita calidad y escelente gusto. Ofrece muy buenas vistas este térm. por lo pintoresco de su suelo y estension que alcanza hasta los Pirineos. Contiene varias fuentes de esquisitas aguas, y al S. la cruza un barranco en direccion de E. á O. que mirado desde el pueblo, asusta al ver su maleza é imposibilidad de bajar á él si no se hace un gran rodeo. caminos: por O. pasa el camino de herradura que desde Barbastro conduce á Jaca y Boltaña, dividiéndose para ambos puntos á 1/2 hora, S. del pueblo que nos ocupa. Los demas son de pueblo á pueblo en mal estado. El correo se recibe de la cab. del part. de Alquezar ó Naval. prod.: trigo, vino, aceite, mijo, guijas, centeno, avena, cebada, cáñamo, lino, muchas y sabrosas frutas de toda clase; cria de ganado lanar y cabrio, caza de perdices, conejos, liebres, zorros y algun lobo. pobl.: 14 vec., 84 alm. riqueza y contr. (V. el art. part. jud.)
(Madoz, 1847, p. 501)

## Patrimonio
En la localidad hay una iglesia, construida sobre 1559-1560. Las calles del pueblo están empedradas, como en la tradición, y destaca la arquitectura del lugar.

## Fiestas
- Lunes de Pentecostés, en el Santuario de Santa María de la Nuez
- Fiesta mayor: 13 de agosto.